# Indakaterol
Indakaterol (łac. indacaterolum) – wielofunkcyjny organiczny związek chemiczny z grupy pirydyn podstawionych grupą karbonylową mający w swojej strukturze pierścień benzenowy. Lek o działaniu sympatykomimetycznym, o długim czasie działania, działający selektywnie na receptory adrenergiczne β2.

## Mechanizm działania
Indakaterol jest selektywnym β-mimetykiem działającym na receptory β2, którego działanie rozpoczyna się w ciągu 5 minut po inhalacji, utrzymuje się ponad 24 godziny, a maksymalny efekt następuje po 15 minutach od podania.

## Zastosowanie
- podtrzymujące leczenie rozszerzające oskrzela u dorosłych pacjentów z przewlekłą obturacyjną chorobą płuc[1]

W 2015 roku indakaterol był dopuszczony do obrotu w Polsce zarówno w preparatach prostych, jak i złożonych.

## Działania niepożądane
Indakaterol może powodować następujące działania niepożądane
- kaszel o niewielkim nasileniu występujący 15 sekund po inhalacji w trwający 5–10 sekund
- zapalenie jamy nosowej i gardła
- infekcja górnych dróg oddechowych
- kaszel
- ból głowy
- skurcze mięśni